# انداب قدیم (اهر)
انداب قدیم یکی از روستاهای استان آذربایجان شرقی است که در دهستان قشلاق بخش مرکزی شهرستان اهر واقع شده‌است.این روستا ۲۸۲ نفر جمعیت دارد.